# امه کاسایه-آرمانیاک
امه کاسایه-آرمانیاک (فرانسوی: Aimé Cassayet-Armagnac‎; ۹ آوریل ۱۸۹۳ – ۲۶ مهٔ ۱۹۲۷) بازیکن راگبی ۱۵ نفره اهل فرانسه بود.
وی در مسابقات کشوری و بین‌المللی در مجموع برندهٔ ۱ مدال نقره شده‌است.